# 복스메이르

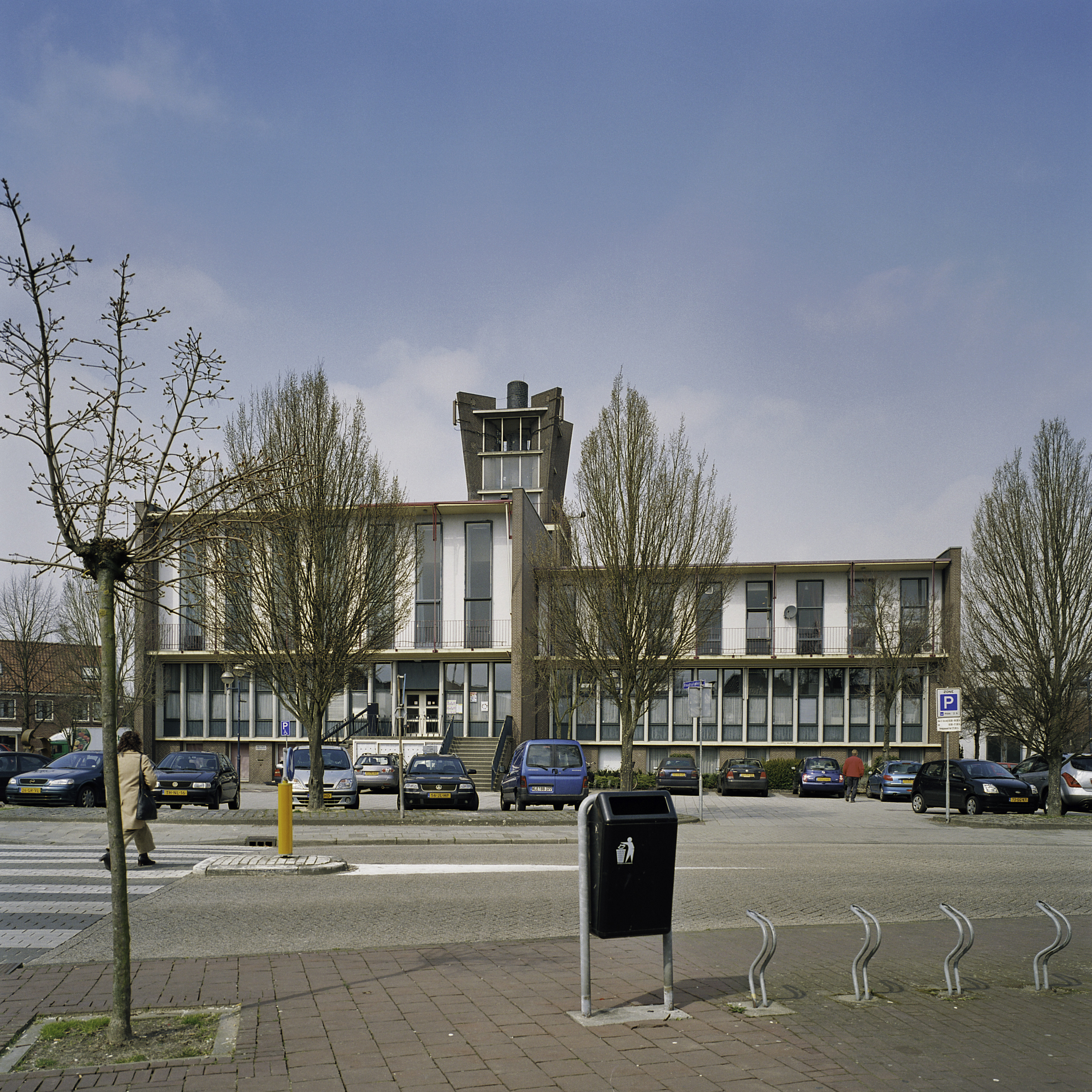
복스메이르

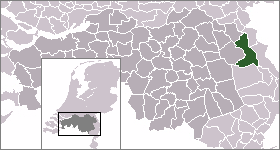
복스메이르의 위치

복스메이르(네덜란드어: Boxmeer)는 네덜란드 남부 노르트브라반트주의 도시로 면적은 113.84km2, 높이는 13m, 인구는 28,098명(2014년 5월 기준), 인구 밀도는 252명/km2이다.

시기
시 문장